# Mostela cuallarga
La mostela cuallarga (Neogale frenata) és el mustèlid més difós al Nou Món. El seu àmbit de distribució s'estén des del sud del Canadà, a través de gran part dels Estats Units, fins a Mèxic, Centreamèrica i la part septentrional de Sud-amèrica. Generalment viu en hàbitats oberts o semioberts a prop de fonts d'aigua.